# Tetsuro Uki
Tetsuro Uki (født 4. oktober 1971) er en tidligere japansk fodboldspiller og træner.
Han har spillet for flere forskellige klubber i sin karriere, herunder Omiya Ardija og Shonan Bellmare.
Han har tidligere trænet Kataller Toyama.